# Торнео (галет, 1810)
«Торнео» — министерский галет Балтийского флота Российской империи.

## Описание судна
«Торнео» представлял собой парусный деревянный галет. Длина судна составляла 22 метра, ширина — 6,9 метра, а осадка 3,4 метра. В качестве артиллерийского вооружения на судне были установлены 14 орудий.

## История службы

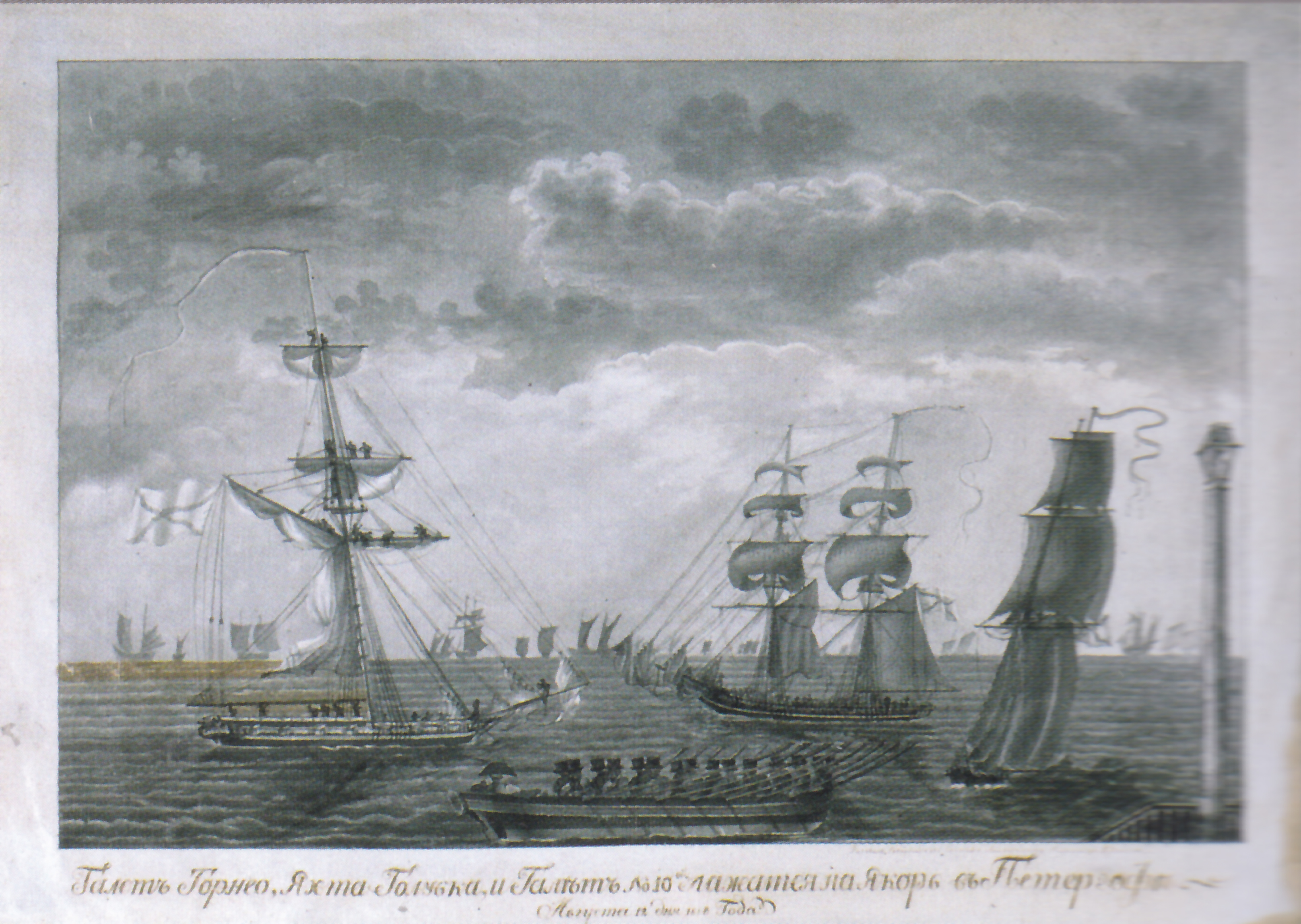
А. Козьмин, «Галет „Торнео“, яхта „Голубка“ и галет № 10 становятся на якорь в Петергофе 12 июля 1810 года», 1810 год

Галет «Торнео» был заложен в Главном адмиралтействе Санкт-Петербурга 10 (22) марта 1810 года и после спуска на воду 19 (31) июля 1810 года вошёл в состав Балтийского флота России. Строительство вёл корабельный мастер Г. С. Исаков.
В 1811 году галет стоял на Петергофском рейде. В 1812 году был исправлен и переделан корабельным мастером И. В. Курепановым. В 1812 и 1813 годах состоял при гребном флоте, однако участия в боевых действиях не принимал. В 1814 и 1817 годах совершал плавания между Санкт-Петербургом и Кронштадтом. С 26 июля по 16 (28) августа 1820 года под флагом морского министра адмирала маркиза И. И. де Траверсе выходил в плавания в Финский залив с целью осмотра портов. 
Галет был разобран в Кронштадте в 1825 году.

## Командиры судна
Командирами галета «Торнео» в разное время служили:
- Г. Я. Коростовец (1811 год);
- А. П. Лазарев (1814 год).